# محمد یوسف النجار
محمّد یوسف النجّار مشهورشده با کُنیهٔ ابویوسف (۱۹۳۰ – ۱۰ آوریل ۱۹۷۳) سیاستمدار و شبه‌نظامی فلسطینی بود. او یکی از بنیانگذاران جنبش فتح بود و از سال ۱۹۶۷ خود را وقف آن کرد. عضو کمیته مرکزی جنبش فتح، کمیتهٔ اجرایی سازمان آزادیبخش فلسطین و رئیس کمیته سیاسی امور فلسطینیان در لبنان بود و به خاطر اشتیاقش برای تقویت روابط فلسطین و لبنان و تلاش‌هایش برای اجتناب از اقدامات تحریک‌آمیز و نسنجیده، متمایز شد. او سمت کمیسر مالی فتح را بر عهده داشت و در تاریخ ۱ ژانویهٔ ۱۹۶۵ فرماندهی کل نیروهای طوفان و فرماندهی عملیات آغازین به او محول شد. او طی حمله ۱۹۷۳ اسرائیل به لبنان ترور شد، زیرا او عضوی از سازمان سپتامبر سیاه بود که کشتار المپیک مونیخ در ۵–۶ سپتامبر ۱۹۷۲ برنامه‌ریزی و اجرا کرده بودند.

## زندگی و پیشه
محمد یوسف النجار در روستای یبنه در شهرستان رمله، ناحیهٔ لیدا، سرپرستی فلسطین، در سال ۱۹۳۰ به دنیا آمد. او تحصیلات ابتدایی خود را در آنجا به پایان رساند، سپس به دانشکدهٔ ابراهیمی در اورشلیم نقل مکان کرد و تحصیلات متوسطه خود را در آنجا به پایان رساند. او به مدت یک سال به عنوان معلم در روستای خود کار کرد، سپس نکبت ۱۹۴۸ او را مجبور به ترک روستای خود و اقامت در اردوگاه پناهندگان رفح در نوار غزه کرد. محمد یوسف النجار تا سال ۱۹۵۶ در آنجا به عنوان معلم مشغول به کار بود. او در سال ۱۹۵۱ به اخوان المسلمین پیوست اما در سال ۱۹۵۸ از آن جدا شد. او به سازمان نجده پیوست و در جریان وقایع نکبت در نبردها شرکت کرد. النجار در جریان وقایع نکبت از ناحیه دست مجروح شد.
ابویوسف در اردوگاه رفح و به‌طور کلی در نوار غزه به خاطر مواضع میهن‌پرستانه‌اش شناخته شده بود. او اولین بار در سال ۱۹۵۴ به دلیل رهبری تظاهراتی که در آن خواستار اجباری شدن خدمت سربازی برای جوانان فلسطینی شده بود، به مدت چهار ماه دستگیر شد. او دوباره در مارس ۱۹۵۵ دستگیر شد، زیرا رهبری تظاهراتی را بر عهده داشت که در آن به پروژه اسکان مجدد در شمال سینا که اونروآ در تلاش برای اجرای آن بود، اعتراض و آن را محکوم می‌کرد.او در سال ۱۹۵۴ و سپس در سال ۱۹۵۵ توسط مقامات مصری دستگیر و از کار ممنوع شد. او بیش از یک بار از سوء قصد جان سالم به در برد. سوزاندن انبارهای اونروا به او نسبت داده می‌شود و گفته می‌شود شعار «این چادرها را آتش بزنید و کارت‌های جیره غذایی را دور بیندازید» را سر می‌داد.
او در سال ۱۹۵۷ با یک قایق بادبانی نوار غزه را به مقصد سوریه و از آنجا به اَمّان ترک کرد. سپس به کار در ادارهٔ معارف قطر به عنوان معلم بین سال‌های ۱۹۵۷ و ۱۹۶۷ مشغول شد. او عضو کمیته دولتی قطر برای انتخاب معلمان در کشورهای عربی بود. در سال ۱۹۶۷، او خود را وقف فعالیت در جنبش فتح کرد. او بخشی از هستهٔ بنیانگذار جنبش فتح، در درون آنچه که به گروه قطر معروف شد، بود. النجار عضو کمیته‌ای بود که مسئول نظارت بر آماده‌سازی‌های نهایی برای شروع اقدام مسلحانه، نظارت بر عملکرد ابو عمار در این زمینه و خدمت به عنوان کمیسر مالی فتح بود. او در اول ژانویه ۱۹۶۵ به فرماندهی کل نیروهای طوفان (به عربی: قوات العاصفة) و رهبری عملیات آغازین آن منصوب شد.در پنجمین دورهٔ مجلس ملی فلسطین (فوریه ۱۹۶۹) به عنوان عضو کمیتهٔ اجرایی سازمان آزادیبخش فلسطین (ساف) به نمایندگی از جنبش فتح انتخاب شد. او یکی از بنیانگذاران سازمان سپتامبر سیاه وابسته به فتح در ۱۹۷۰ بود. همچنین به عنوان رئیس کمیته عالی سیاسی فلسطینیان در لبنان انتخاب شد. او همواره خواستار پرهیز از هرگونه مظاهر و اقداماتی بود که ممکن است به روابط فلسطین و لبنان آسیب برساند. در یازدهمین دورهٔ مجلس ملی فلسطین (ژانویه ۱۹۷۳)، عضویت او در کمیته اجرایی سازمان آزادیبخش فلسطین تمدید شد و به عنوان رئیس اداره سیاسی آن منصوب گردید.
ابویوسف در کنفرانس‌ها و سمینارهای متعدد عربی و بین‌المللی شرکت کرد. در چهارمین کنفرانس اسلامی که در لیبی (۲۴ تا ۲۶ مارس ۱۹۷۳) برگزار شد، محمد یوسف النجار ریاست هیئت اعزامی فلسطینی را بر عهده داشت. او نمایندهٔ فلسطین در کنفرانس وزرای دفاع عرب در قاهره سال ۱۹۷۱ بود. همواره بر رد قطعنامهٔ ۲۴۲ شورای امنیت سازمان ملل متحد از سوی ملت عرب فلسطین و عزم مقاومت برای مبارزه تا پیروزی تأکید داشت. وی همچنین از کشورهای عربی و دوست خواست تا حمایت خود را از فلسطین افزایش دهند. او به خاطر رد پیشنهادهای شهرک‌سازی و اصرارش بر ادامه مقاومت تا آزادسازی شناخته می‌شد. از عملیات خارجی حمایت کرد، اما بعداً از آنها انتقاد کرد و خواستار تمرکز بر مقاومت در داخل فلسطین شد. گفته می‌شود که او در سال ۱۹۷۳، رهبری تلاش برای ترور گلدا مایر در ایتالیا را بر عهده داشت. او ترجیح می‌داد جنبش انقلابی فلسطین پس از سال ۱۹۶۵ را «جنبش مقاومت» توصیف کند، زیرا به نظر او، عناصر انقلاب در این شرایط مانند سایر کشورهای جهان به‌طور کامل توسعه نیافته بود، اما با تمام توان در برابر اشغالگر مقاومت می‌کرد.
او در ۱۰ آوریل ۱۹۷۳ در خانه‌اش در خیابان وردون بیروت به همراه دو همراهش، کمال ناصر و کمال عدوان در طی حمله ۱۹۷۳ اسرائیل به لبنان ترور شد،  به دلیل مشارکت آن‌ها در برنامه‌ریزی کشتار المپیک مونیخ در سال قبل از آن. همسرش، رسمیه ابوالخیر، نیز به همراه او ترور شد. از او به عنوان یک «شهید» یاد می‌شود. برای گرامیداشت او، یک تقاطع اصلی در شهر غزه و یک بیمارستان در رفح، ساختهٔ ۲۰۰۰، به نام او نامگذاری شدند.از ابراهیم شاهین در سال ۲۰۱۹، کتاب «شهید وردون: محمود یوسف النجار: از هجرت تا انقلاب تا شهادت» (به عربی: شهيد الفردان: محمد يوسف النجار: من الهجرة إلى الثورة إلى الشهادة) چاپ شده است.

## زندگی شخصی
همسرش رسمیه ابوالخیر نام داشت. دارای سه پسر و سه دختر بودند.